# Драгана Миркович
Дра̀гана Мѝркович (на сръбски: Драгана Мирковић) е сръбска турбофолк певица.

## Биография
Драгана е родена в село Касидол, Сърбия, тогава в Югославия, на 18 януари 1968 г.
От 1999 до 2024 г. е омъжена е за австрийския бизнесмен от хърватски етнос Антон (Тони) Биелич. Двамата имат син и дъщеря и живеят във Виена. Притежават сателитния музикален телевизионен канал DM SAT, който започва излъчване през декември 2005 г. (но е под друго име до юни 2006). Като дете Драгана била доста палава. Често се налагало родителите ѝ да я водят при лекаря с някоя контузия. За народната музика я запалва нейният дядо – Драгутин, който свирел на акордеон. Тогава Драгана изобщо не се замисля за кариера в музиката. Пее на различни сбирки и селски празници, само защото по-възрастните я карали. Тези нейни изяви обаче докарват в Касидол музикални продуценти от Белград.

## Кариера

### Началото (1984 – 1985)
Когато е в осми клас, Драгана пее на една сватба. Там я чува и композиторът Новица Урошевич. Не след дълго той я кани в музикалната компания „Дискос“. Така само на 16 Драгана записва първия си албум – „Имам палаво гадже“ (Imam decka nemirnog). През следващата 1985 излиза и втората ѝ плоча. Повечето песни в нея стават любими и предпочитани в поздравителните концерти на радиостанциите в бивша Югославия, песни като „Бях наивна“ (Bila sam naivna), „Не връщам се при стари любови“ (Ne vracam se starim ljubavima) и т.н. Тогава това е истински шок за младата Драгана, която никога не се е и надявала, че ще се слуша по радиото.

### Драгана и Южен вятър (1986 – 1990)
След като записва първите си два албума през 1984 и 1985, между Драгана и нейният откривател – композиторът Новица Урошевич, възниква конфликт и Драгана решава да се откаже от пеенето. Влиятелни хора от музикалната компания „Дискос“ обаче я насочват към композитора Миодраг Илич, който е основател на легендарния оркестър „Южен вятър“. Така Драгана става петият солист на състава, след Миле Китич, Синан Сакич, Шемса Сулякович и Кемал Маловчич. Така през 1986 г. се появява третият албум „Спаси ме от самотата“(Spasi me samoce). Няколко хита излизат от него, а най-голямата оценка за новата Драгана дава публиката – за първи път младата певица застава пред повече от 10 хиляди зрители на концертите на оркестър „Южен вятър“. Турнетата на групата по онова време продължават с месеци.
„Розите цъфтят само в песните“ е от четвъртия албум на Драгана Миркович. Албумът излиза през 1987 и с него Драгана започва да излиза от младежкия си период, песните ѝ стават по-сериозни и зрели. Година по-късно се появява продукцията „Най-хубавата двойка“(Najlepsi par). От нея е и песента „Мило мое защо те няма“(Milo moje sto te nema).
Най-тиражният албум на Драгана Миркович с Южни ветар е „Симпатия“ (Simpatija) от 1989 г. Продаден е в тираж от 500 хиляди копия, а почти всички песни в него стават хитове. През същата година Драгана прави и своя първи самостоятелен концерт в Белград. Получава и най-голямата награда – Певица на годината. Същото признание се дава на Драгана Миркович и през 1990 г., когато излиза последният ѝ албум с оркестър „Южен вятър“.

### Драгана и най-големите и успехи (1991 – 1995)
През 1991 г. Драгана Миркович преминава под крилото на покойния мениджър Рака Джокич, дотогава продуцент единствено на Лепа Брена. Същата година излиза албумът „Добро момиче“(Dobra devojka) за PGP RTВ. Голяма подкрепа в новия имидж на Драгана оказва и самата Лепа Брена, която активно участва в процеса на преобразяване. В резултат – бъдещата мега звезда подобрява външния си вид, начина си на обличане, прави и пластична операция на носа си поради здравословен проблем с дихателните пътища, решава и да промени формата, тъй като вече е позната личност. В новия си вид Драгана Миркович се появява през 1992 с албума „Идват по-добри дни“ с 13 евъргрийна като – „Добро утро, добър ден“(Dobro jutro, dobar dan), „Умирам, майко“ (Umirem majko), „Питат ме в моя роден край“ (Pitaju me u mom kraju), „Седми ден“ (Sedmi dan) и т.н. успехите на певицата в този период нямат равни на себе си. Благодарение на мениджъра Рака Джокич, младата певица прави грандиозни турнета в Европа, Австралия, Америка, Канада. През 1991 г. провежда 22-дневно турне в България. Най-големият концерт е на националния стадион „Васил Левски“ в София, състоял се на 25 юни.
В периода 1993 – 1994, певицата прави няколко концертни турнета в родината си и извън нея. Следват още албуми и концерти.
„Не съм и на метър от теб, а ти не ме виждаш“ (Nisam ni metar od tebe, a ti me ne vidis) – това пее Драгана Миркович в следващата песен. Тя е от 1994. Преди това Драгана се пробва и в киното. Главната роля във филма „Сладки сънища“ (Slatko od snova) е поверена именно на нея. Интересното е, че повечето от песните във филма се изпълняват на английски език и тотално се разграничават от присъщото за Драгана фолк амплоа.

### Драгана, Тони, Марко и Мануела
На едно от участията си във Виена, певицата среща бъдещия си съпруг – Тони – хърватски бизнесмен, който живее и работи в Австрия. Не след дълго двамата се женят, а Драгана заживява при него във Виена. Имат две деца – Марко и Мануела. Известно време певицата се отдава изцяло на семейството си. Завръща се на сцената през 2004 с албума „Следа във времето“(Trag u vremenu), посветен на двете ѝ деца. Две години по-късно Драгана създава частна музикална телевизия, носеща нейното име. Две години по-късно излиза на пазара албумът ѝ „Мило мое“ (Luce moje), който се различава от другите с големия си колорит и песни за всички вкусове. И след още 2 години излиза на пазара 19-ият ѝ албум „Експлозия“ (Eksplozija) с хитовете като „Земьо, обърни се“ (Zemljo okreni se), „Всичко бих дала да си тук“ (Sve bih dala da si tu) и много други.
През 2009 година, Драгана зарадва феновете си с неочакван дует с Бобан Райович – „Гръмотевици“ (Gromovi), който много се харесва на аудиторията. Следва 4 години в творчески застой, но с хиляди участия и концерти, и участия в много знайни и незнайни хуманитарни акции като част от известните на нас са концертът ѝ в „Център Сава“ Белград – 2010 г., „Арена Зеница“ Зеница – 2012, „Спортна зала“ Крушевац – 2012, също така за юбилея на конските игри в нейния роден град – Пожаревац, подарява концерт на своите съграждани, приятели и фенове на 31.8.2012 г. пред над 50 000 души.

### „ДРАГАНА 20“ – 2012
На 04.12.2012 година излиза 20-ият ѝ албум „20“ с издател за чужбина „Vujin Records“, седмица по-късно официално излиза и в Сърбия с издател за държавата „Zmex“, на обложката стои също и логото на нейната телевизия „DM SAT“. Новият диск на Драгана Миркович е юбилеен и това е 20-ия по ред албум на сръбската звезда, макар самата тя да е на сцената вече повече от 30 години. Новият албум съдържа общо 20 песни, има 16 нови песни и 4 бонус – издадените пред 2011 г. – „Приятели“(Drugovi), „Сърце мое“ (Srce moje); „Единствен“ (Jedini)(която е посветена на мъжа ѝ Тони Бийелич за 10 години брак) и втората версия на песента „Ще умра заради теб“(Umrecu zbog tebe), записана пред 2010 г. с духовия оркестър на Горан Брегович.
Снимките за обложката са направени от Мирко Табашевич, автори в албума са главно текстописката Весна Петкович и известният композитор и аранжор – Александър Кобац. Те участват в най-много песни за юбилейния албум на Драгана – „Коте“ (Mace), „Такъв няма да се роди“ (Takav nece da se rodi), „Хей животе“ (Hej zivote), „Стрелата на Амур“ (Amorova strela) и заглавната „Двадесет“/20/(Dvadeset), в която се включва като композитор някогашнят и настоящ приятел на Драгана още от 1994 г. – Хуса от Beat Street. Първата песен в албума „Любов моя“ (Ljubavi), „Пустиня от чувства“ (Pustinja osecana), „Неспокойно море“ (Nemirno more), в която като композитор и текстописец се включва М.Сенковски-Джеронимо и „Оставени, измамени“ (Ostavljeni prevareni), направените от автора на песента от албума „В годините“ (U godini) „Още си ми драг“ (Jos si meni drag) – Г.Раткович – Рале и колегите му М.Богосавлйевич, Г.Велинов-Панча и Даниел Маг. Песните „Покорно“ (Pokorno) и „Континент“(Kontinent) са дело на сараевските момчета от студио „Темпо“ – Алмир Аянович и Дамир Бечич. Сънародниците на Драгана, които също като нея живеят в Австрия – Марко Николич (автор на песните „Мили мили“ (Mili mili) и „Акация“ (Bagrem) и Джордж Жан Гол (които е автор на песента „Единствен“ (Jedini), сега прави и песента „Противоположни светове“ (Suprotni svetovi), също взимат участие в новия албум на Драгана Миркович. Остана само да споменем само авторите на песните „Стреляй право в сърцето“ (Pucaj pravo u srce) и „Вълче сърце“ (Srce vucije) – комп. и текст. – Дарко Де Жан и аранж. – З.Живанович.
Твърди, че войната в бивша Югославия е най-тъжният период в живота ѝ, защото тогава е изгубила родината си – Югославия.

## Дискография

### Студийни албуми
- Имам дечка немирног (1984)
- Умиљато око моје (1985)
- Спаси ме самоће (1986)
- Руже цветају само у песмама (1987)
- Најлепши пар (1988)
- Симпатија (1989)
- Помисли жељу (1990)
- Добра девојка (1991)
- Долазе нам бољи дани (1992)
- No. 10 (1993)
- Није теби до мене (1994)
- Плачи земљо (1995)
- Нема промене (1996)
- Којом гором (1997)
- У години (1998)
- Сама (2000)
- Траг у времену (2004)
- Луче моје (2006)
- Експлозија (2008)
- 20 (2012)
- Од милион један (2017)